# Neuenkamp
Neuenkamp è un quartiere (Stadtteil) della città tedesca di Duisburg, appartenente al distretto urbano (Stadtbezirk) di Duisburg-Mitte.